# Platan klonolistny przy ul. Libelta w Poznaniu
Platan przy ul. Libelta – pomnik przyrody, platan klonolistny, rosnący w centrum Poznania, przy ul. Karola Libelta, bezpośrednio przy zespole domów profesorskich.
Pomnik przyrody (nr 940/94) jest jednym z największych przedstawicieli swojego gatunku w centrum Poznania. Ma 27 metrów wysokości i 296 cm obwodu. Ocenia się, że posadzony został w latach 20. XX wieku. Pień jest lekko nachylony ku jezdni, ale zdrowy. Część konarów wciska się w okna domów profesorskich. 